# São Proclo (Michelangelo)
São Proclo é uma escultura de Michelangelo Buonarroti, esculpida entre 1494 e 1495 e à exposição na Basílica de São Domingo em Bolonha.

## As três esculturas de Michelangelo na Arca de São Domingo
Michelangelo viveu e trabalhou em Bolonha, com o pseudônimo de Francesco Aldrovandi, do outono de 1492 ao final do ano de 1494, realizando a Arca de São Domingo com os três seguintes mármores:
- Anjo
- São Petrônio
- São Proclo